# Вишевац
Вишевац (на сръбски: Viševac или Вишевац) е село в община Рача, Сърбия. Най-близките големи градове са Крагуевац и Смедеревска паланка. Според преброяването от 2022 г. има 514 жители.
Селото е основано около 1738 г., като сред заселниците е Йован, дядо на водача на Първото сръбско въстание Карагеорги Петрович; самият Карагеорги е роден, израснал и живял във Вишевац.
Във Вишевац се намира паметникът на Карагеорги Петрович и етнокомплекс от времето на живота му в селото. През селото минава и река Рача, която разделя Вишевац на две части. Надолу по течението от дясната страна на реката е кварталът „Градище“, където е роден Караджордже. Тук се намира църквата „Свети Георги“.

## Демография
Според преброяването на населението от 2002 г. етническият състав на Вишевац е 99,71% сърби.
| \| Година на преброяване \| Численост \| \| --------------------- \| --------- \| \| 1948 \| 1298 \| \| 1953 \| 1361 \| \| 1961 \| 1270 \| \| 1971 \| 1126 \| \| 1981 \| 1002 \| \| 1991 \| 850 \| \| 2002 \| 739 \| \| 2011 \| 610 \| \| 2022 \| 514 \| |           |
| Година на преброяване | Численост |
| 1948 | 1298      |
| 1953 | 1361      |
| 1961 | 1270      |
| 1971 | 1126      |
| 1981 | 1002      |
| 1991 | 850       |
| 2002 | 739       |
| 2011 | 610       |
| 2022 | 514       |

## Галерия
- Църквата във Вишевац
- Указателна табела към родното място на Карагеорги Петрович
- Паметник на Карагеорги Петрович
- Паметник на загиналите за освобождението на Сърбия